# Anders Stark
Anders Gustav Magnus Stark, född 12 juli 1926 i Byarum, Jönköpings län, död 3 januari 2017 i Vaggeryd, var en svensk målare, tecknare, grafiker och skulptör.
Han var son till fatfabriksarbetaren Ture Stark och Karin Johansson och från 1949 gift med Kerstin Carola Svensson. Stark studerade under ett provår för Endre Nemes vid Valands målarskola 1951–1952 innan han fortsatte studierna för Torsten Renqvist vid Valands 1955–1959. I sitt sökande efter en personlig stil knöt han an till Renqvists nyexpressionistiska stil och Göteborgskolorismen. Separat ställde han bland annat ut på Galerie Modern i Malmö 1958, Maneten i Göteborg 1959, Norrköping, Nässjö, Huskvarna och Jönköping. Tillsammans med Gustaf Skoglund ställde han ut i Värnamo 1957 och tillsammans med Ulf Aschan och Lennart Palmér 1960 samt tillsammans med Margareta Ekström i Ljungby 1966. Han medverkade några gånger i Nationalmuseums utställning Unga tecknare på 1950-talet, Dalarnas konstförenings utställningar i Falun,Decemberutställningarna på Göteborgs konsthall 1955–1958, Liljevalchs Stockholmssalonger, grafiktriennalen på Nationalmuseum samt utställningar med provinsiell konst i Småland arrangerade av Norra Smålands konstförening och Smålands konstnärsförbund. Hans konst består av naturstudier, landskapsmotiv utförda i akvatint och torrnål samt träreliefer, mosaik och tygcollage. Stark är representerad med grafik vid ett flertal svenska museum bland annat Göteborgs museum, Norrköpings konstmuseum och Gustav VI Adolfs samling.